# Herpetoteri
Els herpetoteris (Herpetotherium) són un gènere extint de mamífers metateris de la família dels herpetotèrids que visqueren a Nord-amèrica entre l'Eocè inferior i el Miocè inferior. Se n'han trobat restes fòssils al Canadà i els Estats Units. Les espècies d'aquest grup eren petits omnívors terrestres. Eren dilambdodontes i estaven dotades de metacònids engrandits a les dents molars superiors.
Hi ha fonts que donen els herpetoteris i la resta d'herpetotèrids com a tàxon germà dels marsupials, i d'altres que els situen dins mateix dels marsupials. A setembre del 2023, els estudis més recents segueixen aquesta última classificació.